# Borís Yeltsin
Borís Nikoláievich Yeltsin (en ruso: Бори́с Никола́евич Е́льцин, pronunciaciónⓘ; Butká, óblast de los Urales, actual óblast de Sverdlovsk, Unión Soviética; 1 de febrero de 1931-Moscú, Rusia; 23 de abril de 2007) fue un político ruso, que ejerció como primer presidente de Rusia entre 1991 y 1999. También ocupó paralelamente el cargo de presidente del Gobierno de 1991 a 1992, y fue el penúltimo en ocupar el cargo de presidente del Sóviet Supremo de la RSFS de Rusia de 1990 a 1991.
El 12 de julio de 1990, durante la celebración del XXVIII Congreso del Partido Comunista de la Unión Soviética, Borís Yeltsin anuncia su baja en el Partido Comunista de la Unión Soviética. En las elecciones presidenciales de junio de 1991, Yeltsin, presentándose como independiente, sale elegido presidente de la República Socialista Federativa Soviética de Rusia con el 58 % de los votos. 
En agosto de 1991, Yeltsin se ganó los aplausos internacionales al promoverse a sí mismo como un demócrata y por desafiar el intento de golpe de Estado de agosto de 1991 llevado a cabo por los comunistas de línea dura en el gobierno soviético y en la KGB. Tras la disolución de la Unión Soviética en diciembre de 1991, Yeltsin se comprometió a transformar la economía socialista de Rusia en una economía de libre mercado e implementó la terapia de choque económico, la liberalización de los precios y los programas de privatización. Debido al método de privatización, una buena parte de la riqueza nacional cayó en manos de un pequeño grupo de oligarcas.
La era Yeltsin estuvo marcada por la corrupción generalizada, el colapso económico, dos guerras en Chechenia y enormes problemas sociales y políticos que afectaron a Rusia y a otros antiguos Estados de la Unión Soviética. Durante los primeros años de su presidencia, muchos de los partidarios políticos de Yeltsin se volvieron contra él y el vicepresidente Aleksandr Rutskói denunció a las reformas como un «genocidio económico». Los constantes enfrentamientos con el Parlamento culminaron en la crisis constitucional rusa de octubre de 1993, cuando el Parlamento intentó apartar de su cargo a Yeltsin y este, como respuesta, asedió la Casa Blanca rusa, en la que murieron cientos de personas. Yeltsin se deshizo de la Constitución vigente, prohibió temporalmente la oposición política y prosiguió con su experimentación económica. A continuación, introdujo una nueva Constitución con un fuerte poder presidencial y que fue aprobada por un polémico referéndum antes de finalizar el año.
Fue reelegido en 1996, derrotando, en medio de acusaciones de fraude electoral, a Guennadi Ziugánov del revivido Partido Comunista, que a pesar de ello obtuvo un 40 % de votos en 2.ª vuelta. Su campaña electoral fue dirigida en secreto por un equipo estadounidense conectado con la administración Clinton. Sin embargo, Yeltsin nunca recuperó su popularidad inicial después de una serie de crisis económicas y políticas en Rusia durante la década de 1990.
El 31 de diciembre de 1999, Yeltsin hizo un sorpresivo anuncio de su renuncia, dejando la presidencia en manos de su sucesor, el entonces primer ministro, Vladímir Putin. Yeltsin dejó el cargo siendo ampliamente impopular entre la población rusa. Según algunas estimaciones, sus índices de aprobación al dejar el cargo eran tan bajos que rondaban el 2 %.

## Primeros años
Borís Yeltsin nació en una familia humilde, de religión cristianos ortodoxos, en el pueblo Seló de Batuka, en el óblast de Sverdlovsk, en 1931. Durante el gobierno de Stalin, su padre Nikolái Yeltsin fue condenado por agitación antisoviética en 1934 y pasó por una condena de tres años en el Gulag. Después de su liberación, se vio desempleado por un tiempo y empezó a trabajar en el sector de la construcción. Su madre, Klávdiya Vasílievna Yéltsina, trabajaba como costurera. Su abuelo paterno había sido un kulak.
A la corta edad de doce años, sufrió un accidente que le destrozó parte de la mano izquierda: al parecer él y unos amigos suyos habían tratado de desarmar una granada que habían encontrado en un almacén de armas. Debido a la falta de dedos, no pudo servir en el ejército. Yeltsin estudió en la escuela secundaria Nº1 Pushkin de Bereznikí, región de Perm. En sus años de estudiante fue un activo jugador de voleibol. En 1952, se convirtió en entrenador del equipo de voleibol. Luego continuó sus estudios en la Universidad Técnica Estatal de los Urales y se graduó en construcción en 1955. Al terminar sus estudios, se le ofreció a Yeltsin enseñar en la institución, pero lo rechazó para dedicarse a la construcción.

## Ascenso político
Yeltsin empezó a trabajar en el sector de la construcción. Debido a las actitudes de Yeltsin, fue elegido para ser ingeniero jefe, sin embargo, debido a que no era miembro del Partido Comunista de la Unión Soviética (PCUS), se le dio formación para que presentara su candidatura para su ingreso al Partido. En 1960, Yeltsin redactó una autobiografía como parte de los requisitos para ingresar al Partido. En su autobiografía, Yeltsin omitió haber sido nieto de un kulak. En 1961 es admitido dentro del Partido. En 1975, fue elegido secretario del comité regional de Sverdlovsk del PCUS, responsable del desarrollo industrial de la región.

## Presidente de la RSFS de Rusia

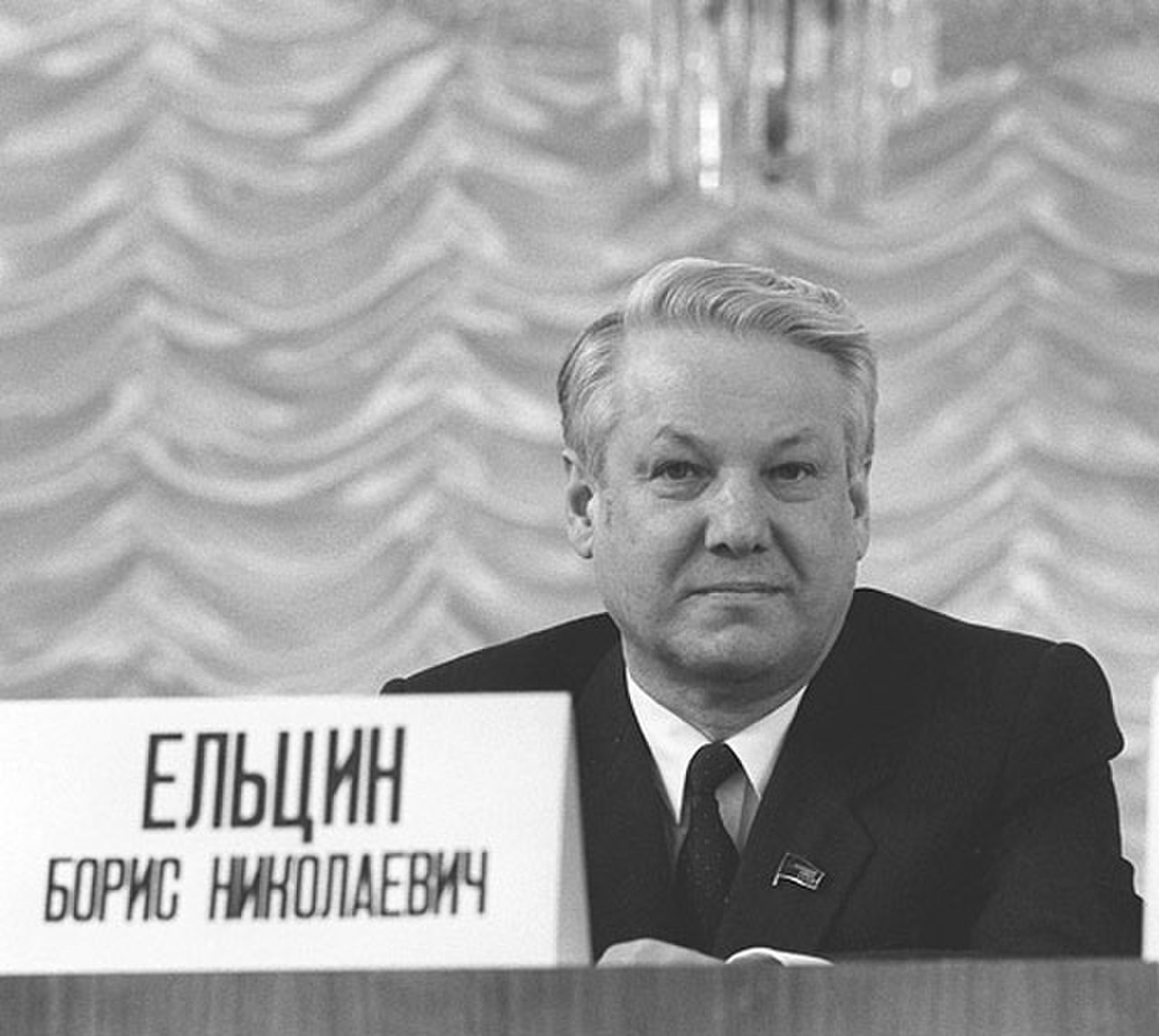
Yeltsin en febrero de 1989.

El 12 de junio de 1990, el Congreso de los Diputados del Pueblo de Rusia aprueba la Declaración de Soberanía Estatal de la RSFS de Rusia. El 12 de julio de 1990, durante la celebración del XXVIII Congreso del Partido Comunista de la Unión Soviética, Borís Yeltsin anuncia su abandono del PCUS. Presentándose como independiente a las primeras elecciones multipartidistas, celebradas el 12 de junio de 1991, accede a la Presidencia de la RSFS de Rusia al obtener el 58 % de los votos. Se convierte en el presidente de la RSFSR el 10 de julio del mismo año.
El 19 de agosto de 1991, comunistas de línea dura, liderados por el director de la KGB Vladímir Kryuchkov, intentan dar un golpe de Estado contra el presidente de la URSS, Mijaíl Gorbachov, quien es detenido en su residencia de verano (dacha) en Forós (Crimea), mientras que Yeltsin va al Parlamento de Moscú para desafiar a los golpistas. Rodeado de soldados, logra convocar manifestaciones populares que harían desistir a las tropas rebeldes a apoyar el golpe. Yeltsin estaba en su cumbre política, al dar un memorable discurso desde la torreta de un tanque.
Para el 21 de agosto, la mayoría de los líderes golpistas habían abandonado Moscú. Gorbachov fue «rescatado» de su cautiverio en Crimea y devuelto a Moscú. A pesar de que había vuelto a su cargo, Gorbachov no controlaba ni la Unión Soviética ni la RSFS de Rusia. Yeltsin era ya el líder indiscutible de Rusia, logrando muestras de apoyo de varias partes del mundo. A finales de 1991, Yeltsin ordena tomar el control de los ministerios soviéticos y declara al PCUS ilegal en territorio ruso.
Tras el fallido golpe de Estado producido en Moscú entre el 19 y 21 de agosto de 1991, el 24 de agosto de 1991, la Rada Suprema de Ucrania aprueba la Declaración de Independencia de Ucrania.
Mientras la rivalidad entre el presidente de la URSS, Mijaíl Gorbachov, y el presidente de la RSFS de Rusia, Borís Yeltsin, va en aumento. Una semana más tarde, Borís Yeltsin se reúne con el presidente de Ucrania, Leonid Kravchuk, y el líder de Bielorrusia, Stanislav Shushkévich, en Belovézhskaya Puscha. En esa reunión, se declara la disolución de la URSS y el establecimiento en su lugar de la Comunidad de Estados Independientes por medio del Tratado de Belavezha.
El 24 de diciembre, la Federación de Rusia toma el asiento de la URSS en las Naciones Unidas. Al día siguiente, dimite el presidente de la URSS, Mijaíl Gorbachov, y la URSS deja de existir.

## Presidente de la Federación de Rusia

### Reformas radicales
Apenas unos días después de la disolución de la Unión Soviética en diciembre de 1991, Borís Yeltsin decidió emprender un programa de reforma económica radical, con el objetivo de reestructurar el sistema económico de Rusia —convirtiendo la mayor economía dirigida del mundo en una de libre mercado—. Durante los primeros debates de esta transición, los asesores de Yeltsin debatieron cuestiones de velocidad y secuencia, con una aparente división entre quienes estaban a favor de un enfoque rápido y quienes estaban a favor de un enfoque gradual o más lento.

A finales de 1991 Yeltsin se volvió hacia los consejos de los economistas occidentales y de las instituciones occidentales como el FMI, el Banco Mundial y el Departamento del Tesoro de Estados Unidos, que habían desarrollado una receta política estándar para las economías en transición durante la década de 1980. Esta receta política llegó a ser conocida como el «Consenso de Washington» o «terapia de choque», una combinación de medidas intencionadas a liberalizar los precios y estabilizar el presupuesto del Estado. Tales medidas se intentaron implantar en Polonia y entonces los partidarios de la «terapia de choque» sintieron que lo mismo podría hacerse en Rusia. Algunos políticos rusos fueron escépticos a que sí era el camino a seguir, pero el planteamiento fue favorecido por el diputado de Yeltsin, Yegor Gaidar, un economista ruso de treinta y cinco años de edad inclinado hacia la reforma radical.

La mayor parte del tiempo de Yeltsin como presidente estuvo plagado de contracción económica.

El 2 de enero de 1992, Yeltsin, actuando como su propio primer ministro, ordenó la liberalización del comercio exterior, los precios y la moneda. Al mismo tiempo, siguió una política de «estabilización macroeconómica», un régimen de severa austeridad diseñado para controlar la inflación. Bajo el programa de estabilización de Yeltsin, las tasas de interés se elevaron a niveles extremadamente altos para reforzar el dinero y restringir el crédito. Ya para reducir los gastos estatales y poner los ingresos en el equilibrio, subió fuertemente los nuevos impuestos, disminuyendo bruscamente los subsidios del gobierno a la industria y a la construcción y haciendo grandes recortes a los gastos estatales con la asistencia social.
A principios de 1992, los precios se dispararon en toda Rusia y la profunda crisis crediticia provocó el cierre de muchas industrias y una depresión prolongada. Las reformas devastaron el nivel de vida de gran parte de la población, especialmente a los grupos dependientes de los subsidios estatales de la era soviética y de los programas de ayuda para el bienestar social. A través de los años 1990, el PIB de Rusia cayó un 50 por ciento, vastos sectores de la economía fueron exterminados, la desigualdad y el desempleo crecieron de forma espectacular, mientras que los ingresos disminuyeron. La hiperinflación, causada por la política monetaria libre del Banco Central de Rusia, acabó con un montón de ahorro personal, y decenas de millones de rusos se sumieron en la pobreza.
Algunos economistas sostienen que en la década de 1990 Rusia sufrió una recesión económica más grave que la que los Estados Unidos o Alemania habían sufrido seis décadas antes en la Gran Depresión. Incluso algunos economistas occidentales, tales como Marshall Goldman y comentaristas rusos culparon ampliamente al programa económico de Yeltsin respaldado por Occidente por el desastroso desempeño económico del país en la década de 1990, lo que hizo que muchos políticos comenzaran a distanciarse rápidamente del programa. En febrero de 1992 el vicepresidente de Rusia, Aleksandr Rutskói denunció al programa de Yeltsin como un «genocidio económico». En 1993 el conflicto sobre la reforma de la dirección dejó escalado a Yeltsin por un lado, y por otro a la oposición a la reforma económica radical en el Parlamento de Rusia.

### Confrontación con el Parlamento
También en 1992, Yeltsin luchó con el Sóviet Supremo de Rusia y el Congreso de los Diputados del Pueblo de Rusia por el control sobre el gobierno, la política de gobierno, la banca de gobierno y la propiedad. En el curso de 1992, el presidente del Sóviet Supremo de Rusia, Ruslán Jasbulátov, salió en oposición a las reformas, a pesar de que alegaba apoyar los objetivos generales de Yeltsin. En diciembre de 1992, el VII Congreso de los Diputados del Pueblo de Rusia logró rechazar la candidatura respaldada por Yeltsin de Yegor Gaidar para el cargo de primer ministro de Rusia. Un acuerdo fue negociado por Valeri Zorkin, presidente de la Corte Constitucional, que incluía las siguientes disposiciones: un referéndum nacional sobre la nueva Constitución; el Parlamento y Yeltsin elegirían un nuevo jefe de Gobierno, para ser confirmado por el Sóviet Supremo; y el Parlamento dejaría de hacer enmiendas constitucionales que cambiaran el equilibrio de poder entre los poderes legislativos y ejecutivo. Finalmente, el 14 de diciembre, Víktor Chernomyrdin, ampliamente considerado como una figura de compromiso, fue confirmado en el cargo.
Sin embargo, el conflicto pronto se intensificó, con el Parlamento cambiando su decisión antes de la celebración de un referéndum. Yeltsin, por su parte, anunció en un discurso televisado a la nación el 20 de marzo de 1993, que iba a asumir ciertos «poderes especiales» para aplicar su programa de reformas. En respuesta, la apresurada convocatoria del IX Congreso de los Diputados del Pueblo intentó remover a Yeltsin de la presidencia a través de un juicio político el 26 de marzo de 1993. Los oponentes de Yeltsin reunieron más de 600 votos para la destitución, pero cayeron por 72 votos menos de los dos tercios requeridos de mayoría.

Durante el verano de 1993, se desarrolló una situación de poder dual en Rusia. Desde julio, dos administraciones separadas del óblast de Cheliábinsk funcionaron lado a lado, después de que Yeltsin se negara a aceptar al recién elegido Parlamento a favor de la dirigencia de la región. El Sóviet Supremo llevó a cabo su propia política exterior, pasando una declaración sobre el estatuto de Sebastopol.

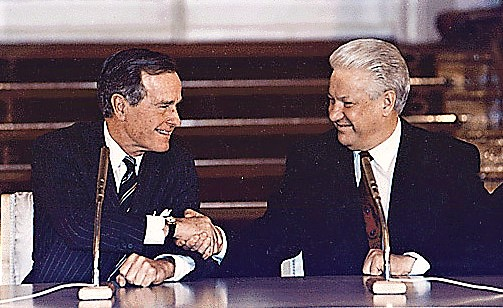
Borís Yeltsin con George H. W. Bush en 1993.

En agosto, un comentarista reflexionó sobre la situación de la siguiente manera: «El presidente emite decretos como si no hubiese un Sóviet Supremo, y el Sóviet Supremo suspende decretos como si no hubiese ningún presidente». (Izvestia, 13 de agosto de 1993).
El 21 de septiembre de 1993, Yeltsin anunció en un discurso televisado su decisión de disolver el Sóviet Supremo y el Congreso de los Diputados del Pueblo por decreto.
En su discurso de Yeltsin declaró su intención de gobernar por decreto hasta la elección del nuevo Parlamento y un referéndum sobre una nueva Constitución, lo que provocó la crisis constitucional de octubre de 1993. En la noche después del discurso televisado de Yeltsin, el Sóviet Supremo declaró a Yeltsin como removido de la presidencia, en virtud de su violación de la Constitución de Rusia de 1978, y el vicepresidente Aleksandr Rutskói juró como presidente en funciones.
Entre el 21 y el 24 de septiembre Yeltsin fue confrontado por importantes disturbios populares, alentando a los defensores del Parlamento. Moscú vio lo que equivalía a una insurrección espontánea de masas de decenas de miles de manifestantes anti-Yeltsin marchando en las calles buscando decididamente la ayuda de las fuerzas que defendían el edificio del Parlamento. Los manifestantes protestaban por las nuevas y terribles condiciones de vida bajo Yeltsin. Desde 1989 el PIB disminuyó a la mitad. La corrupción era desenfrenada, los delitos violentos fueron aumentando, los servicios médicos estaban colapsando, los alimentos y el combustible se hacían cada vez más escasos y la esperanza de vida fue cayendo para todos excepto para un puñado muy reducido de la población; por otra parte, Yeltsin fue considerado cada vez más culpable.
A principios de octubre, Yeltsin se había asegurado el apoyo del Ejército de Rusia y el Ministerio del Interior. En una demostración de fuerza masiva, Yeltsin llamó a los tanques para bombardear la Casa Blanca rusa, la sede del Parlamento. El ataque contra edificio del Parlamento de Rusia dejó 500 muertos y más de 1000 heridos.
Al ser disuelto el Sóviet Supremo, en diciembre de 1993 se llevaron a cabo las elecciones para el nuevo Parlamento establecido, la Duma Estatal. Los candidatos asociados con las políticas económicas de Yeltsin se vieron desbordados por una enorme votación anti-Yeltsin, que en su mayor parte fue dividida entre el Partido Comunista y los ultranacionalistas. Sin embargo, el referéndum que se realizó al mismo tiempo aprobó la nueva Constitución de la Federación de Rusia, que amplió considerablemente los poderes del presidente, dándole a Yeltsin el derecho de designar a los miembros del gobierno, de despedir al primer ministro y en algunos casos, de disolver la Duma.

### Guerra chechena
En diciembre de 1994, Yeltsin ordenó la invasión militar de Chechenia, en un intento de restaurar el control de Moscú sobre la república. Casi dos años después, Yeltsin retiró las fuerzas federales de la devastada Chechenia mediante un acuerdo de paz en 1996 intermediado por Aleksandr Lébed, que entonces era el jefe de seguridad de Yeltsin. El acuerdo de paz permitió una mayor autonomía pero no la independencia de Chechenia.

### Las privatizaciones y el aumento de «las oligarquías»
Tras la disolución de la Unión Soviética, Yeltsin promovió la privatización como una forma de difundir lo más ampliamente posible la propiedad de las acciones de las ex empresas estatales para crear apoyo político a sus reformas económicas. En Occidente, la privatización era vista como la clave para la transición del comunismo en la Europa oriental, asegurando un desmantelamiento rápido de la economía dirigida de la era soviética para dar paso a las «reformas de libre mercado». En la década de 1990, Anatoli Chubáis, diputado de Yeltsin para la política económica, surgió como uno de los principales defensores de la privatización en Rusia.
A finales de 1992, Yeltsin lanzó un programa de vales libres como una forma de darle despegue a una privatización masiva. Bajo tal programa, se repartieron vales (voucher), cada uno con un valor nominal de alrededor de 10 000 rublos, a todos los ciudadanos rusos para la compra de acciones de las empresas estatales seleccionadas. Aunque inicialmente cada ciudadano recibió un vale de igual valor nominal, a los pocos meses la mayoría de ellos convergieron en manos de intermediarios que estaban dispuestos a comprarlos por dinero en efectivo inmediato.
En 1995, Yeltsin luchó para financiar la creciente deuda externa de Rusia y obtener apoyo de la élite empresarial de Rusia para su candidatura en las elecciones presidenciales a principios de 1996. El presidente ruso se preparó para una nueva ola de privatización ofreciendo acciones en algunas de las empresas estatales más valiosas de Rusia a cambio de préstamos bancarios. El programa fue promovido como una forma de acelerar la privatización y garantizar al gobierno una infusión muy necesaria de dinero en efectivo para cubrir sus necesidades operativas.
Sin embargo, las ofertas fueron efectivamente regalos de valiosos bienes del Estado a un pequeño grupo de magnates de las finanzas, de la industria, de la energía, de las telecomunicaciones y de los medios de comunicación, que llegaron a ser conocidos como «oligarcas» en la década de 1990. Esto se debió a que la gente vendía sus vales por dinero en efectivo y estos eran comprados por un pequeño grupo de inversores. A mediados de 1996, las acciones de propiedad sustancial sobre las grandes firmas fueron adquiridas a precios muy bajos por un puñado de personas. Borís Berezovski, que controlaba importantes participaciones en varios bancos y medios de comunicación nacionales, emergió como uno de los más prominentes partidarios de Yeltsin. Junto con Berezovski, Mijaíl Jodorkovski, Vladímir Potanin, Vladímir Bogdánov, Rem Viájirev, Vagit Alekpérov, Aleksandr Smolenski, Víktor Vekselberg, Mijaíl Fridman y unos años más tarde, Román Abramóvich, son mencionados habitualmente en los medios de comunicación como los oligarcas de Rusia.

### Vuelo 007 de KAL
El 5 de diciembre de 1991, el senador Jesse Helms, miembro de alto rango de la minoría en el Comité de Relaciones Exteriores del Senado de Estados Unidos, le escribió a Borís Yeltsin sobre los soldados estadounidenses que fueron prisioneros de guerra o desaparecidos en acción. «La situación de los miles y miles de militares estadounidenses que están en manos de las fuerzas comunistas soviéticas y de otras, y que nunca fueron repatriados después de cada gran guerra de este siglo, es motivo de grave preocupación para el pueblo estadounidense.»
Yeltsin respondería en última instancia con una declaración hecha el 15 de junio de 1992, al ser entrevistado a bordo de su jet presidencial en su camino a los Estados Unidos, «Nuestros archivos han demostrado que es cierto —algunos de ellos fueron transferidos al territorio de la Unión Soviética y se mantuvieron en campos de trabajo...— Nosotros solo podemos suponer que algunos de ellos aún pueden estar vivos». El 10 de diciembre de 1991, cinco días después de que el senador Helms le hubiera escrito a Yeltsin sobre los militares estadounidenses, volvió a dirigirse a Yeltsin, esta vez acerca del vuelo 007 de Korean Air, solicitando información sobre posibles supervivientes, entre ellos el congresista de Georgia Larry McDonald y su paradero.

Una de las mayores tragedias de la Guerra Fría fue el derribo del vuelo 007 de Korean Airlines por las fuerzas armadas de lo que entonces era la Unión Soviética el 1 de septiembre de 1983... La tragedia del vuelo 007 de KAL fue una de las incidencias más tensas de la Guerra Fría. Sin embargo, ahora que las relaciones entre nuestras dos naciones han mejorado sustancialmente, creo que es hora de resolver los misterios que rodean este evento. Despejar el aire sobre esta cuestión podría contribuir a mejorar aún más las relaciones.

En marzo de 1992, Yeltsin le entregaría la caja negra del 007 de KAL sin sus grabaciones al presidente coreano Roh Tae-woo al final de la sesión plenaria de la Asamblea Nacional de Corea con esta declaración: «Pedimos disculpas por la tragedia y estamos tratando de solucionar algunos asuntos sin resolver».
Yeltsin respondería en última instancia el 8 de enero de 1992 por la entrega a la Organización de Aviación Civil Internacional (OACI) de las Naciones Unidas, lo que los rusos habían negado por tantos años que poseían: las grabaciones de la caja negra del 007 de KAL (su grabador digital de datos de vuelo y su grabador de voz de la cabina).
La apertura de Yeltsin sobre los asuntos de los prisioneros de guerra o desaparecidos en acción y el vuelo 007 de KAL también pueden haber señalado su voluntad de una mayor apertura con Occidente. En 1992, en lo que él llamó la «ventana de oportunidad», estuvo dispuesto a hablar sobre las armas biológicas con los Estados Unidos y admitió que la fuga de ántrax de Sverdlovsk, del 2 de abril de 1979, había sido causada como consecuencia de un accidente en una instalación militar. El gobierno ruso había sostenido que la causa era carne contaminada. Se desconoce el verdadero número de víctimas en el brote de ántrax en Sverdlovsk, a unos 1368 km al este de Moscú.

### Elecciones presidenciales de 1996

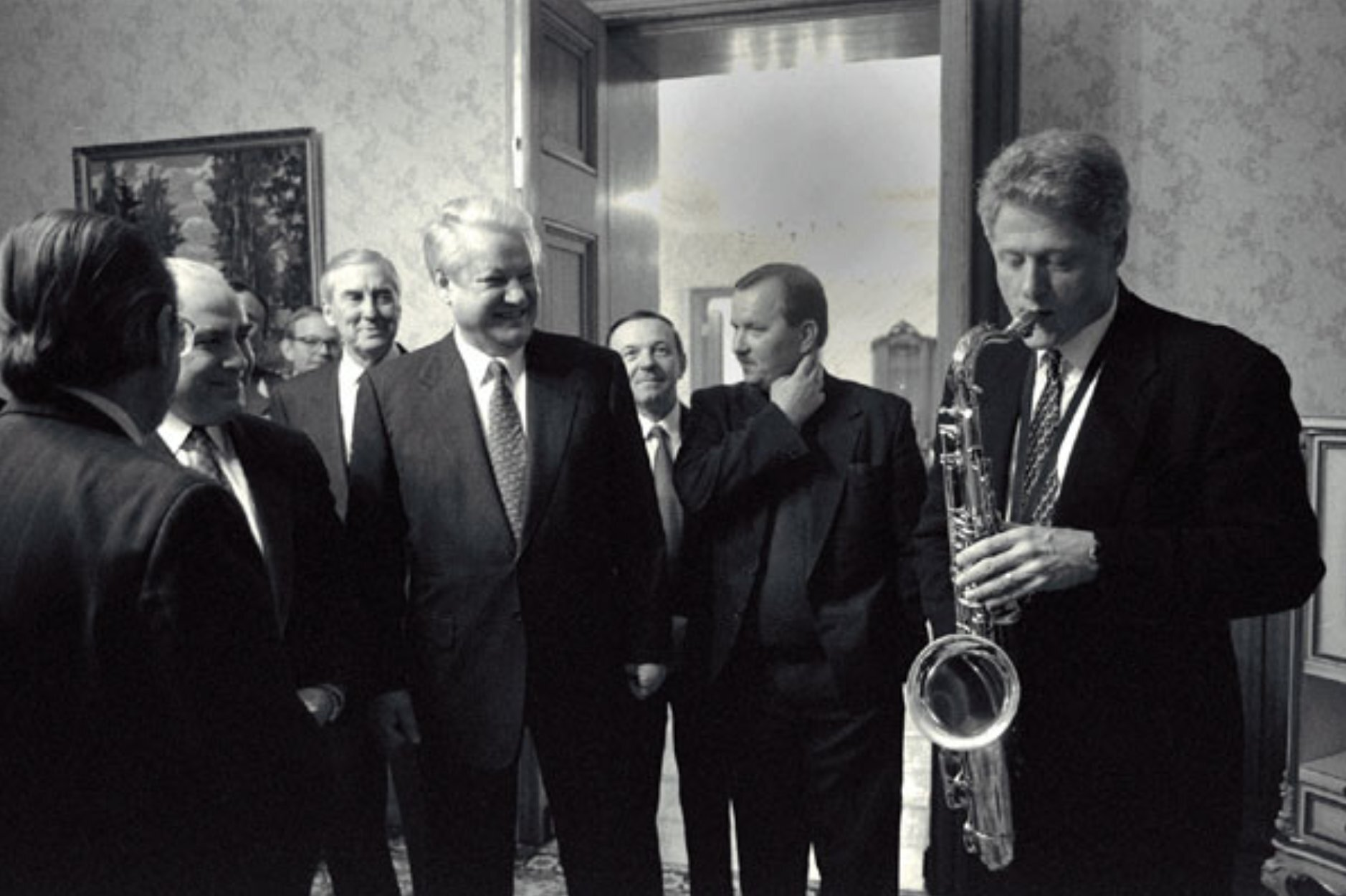
Bill Clinton tocando el saxofón que le regaló Yeltsin en una cena privada

En febrero de 1996, Yeltsin anunció que buscaría un segundo mandato en las elecciones presidenciales rusas de la primavera de 1996. El anuncio fue hecho luego de semanas de especulaciones de que Yeltsin estaba al final de su carrera política debido a sus problemas de salud y a su impopularidad creciente en Rusia. Cuando Yeltsin se recuperaba de una serie de ataques al corazón, los observadores nacionales e internacionales también señalaron su ocasional comportamiento errático. Cuando la campaña comenzó a principios de 1996, la popularidad de Yeltsin estaba cercana a cero. Mientras tanto, la oposición del Partido Comunista de la Federación Rusa ya había ganado terreno en la votación parlamentaria el 17 de diciembre de 1995, y su candidato, Guennadi Ziugánov, tenía una fuerte organización de base, especialmente en las áreas rurales y ciudades pequeñas, y efectivamente apeló al recuerdo de los viejos tiempos de prestigio soviético en el escenario internacional y el orden nacional socialista.
El pánico golpeó al equipo de Yeltsin cuando las encuestas de opinión sugirieron que no podría ganar la presidencia enfermo; algunos de sus colaboradores le instaron a cancelar las elecciones presidenciales y gobernar efectivamente como dictador a partir de entonces. En cambio, Yeltsin cambió su equipo de campaña, asignándole un papel clave a su hija, Tatiana Diachenko, y nombrando a Chubáis como jefe de campaña. Este último utilizó su control del programa de privatización como un instrumento para la campaña de reelección de Yeltsin. En paralelo, el equipo de Yeltsin contrató en secreto a varios expertos estadounidenses en campañas electorales que tenían el apoyo tácito de la administración Clinton.
En la primavera de 1996, Chubáis y Yeltsin reclutaron a un equipo compuesto por un puñado de financieros y oligarcas de los medios de comunicación para la campaña de Yeltsin y garantizarle una cobertura mediática favorable en la televisión nacional y en los principales periódicos. A cambio, Chubáis permitió a los empresarios rusos adquirir participaciones mayoritarias en algunos de las más valiosos bienes estatales de Rusia. Los medios de comunicación pintaron un panorama de una elección fatídica para Rusia, entre Yeltsin y el «retorno al totalitarismo». Los oligarcas incluso jugaron con la amenaza de una guerra civil si un comunista era elegido presidente.

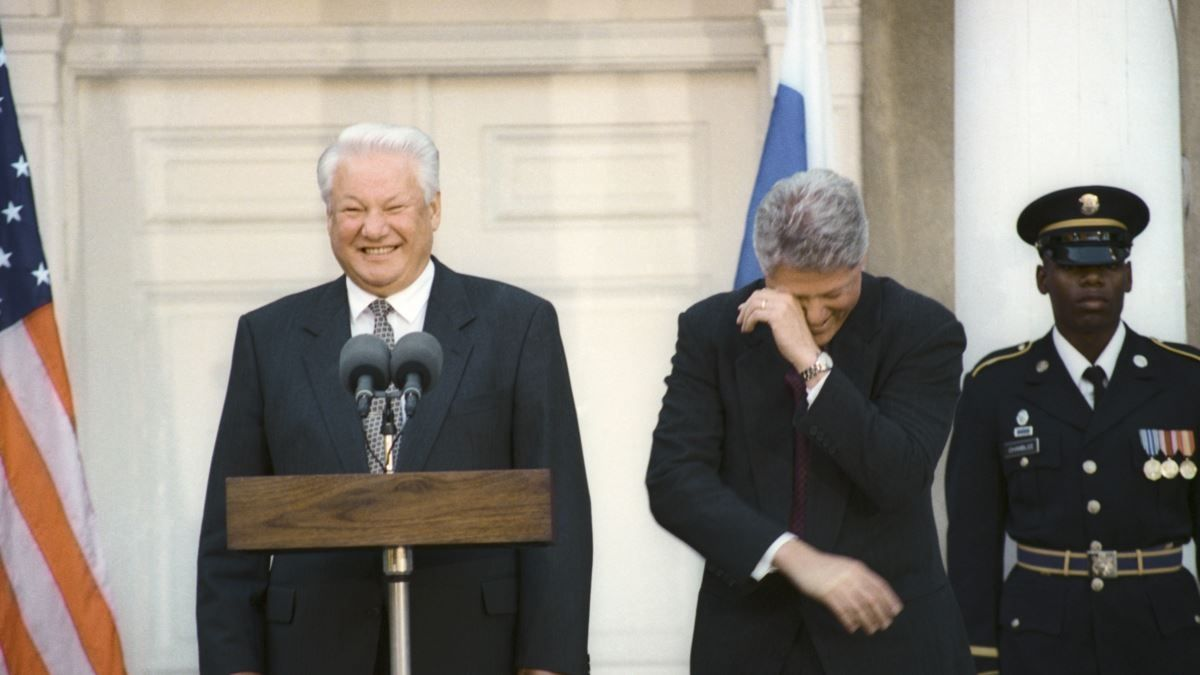
Yeltsin y Bill Clinton riendo juntos en octubre de 1995.

Yeltsin hizo una enérgica campaña, disipando las preocupaciones acerca de su salud y manteniendo un perfil mediático. Al incrementar su popularidad, prometió abandonar algunas de sus más impopulares reformas económicas, aumentar el gasto social, poner fin a la guerra en Chechenia y pagar los salarios y pensiones atrasadas. La campaña de Yeltsin también recibió un impulso a partir del anuncio de un préstamo de 10 000 millones de dólares para el gobierno ruso por parte del Fondo Monetario Internacional.
Ziugánov, que carecía de recursos y respaldo financiero como Yeltsin, vio que disminuía su fuerte ventaja inicial. Después de la primera ronda el 16 de junio, Yeltsin designó al popular candidato Aleksandr Lébed, que finalizó en el tercer lugar en la primera ronda, el secretario del Consejo de Seguridad de Rusia, despidió a instancias de este último al ministro de Defensa Pável Grachov y el 20 de junio despidió a varios de sus silovikí (exagentes de los servicios secretos de la URSS), entre los que estaba Aleksandr Kórzhakov, su jefe de seguridad presidencial, visto por muchos como la eminencia gris de Yeltsin.
En la segunda vuelta el 3 de julio, con una participación del 68,9 %, Yeltsin obtuvo el 53,8 % de los votos y Ziugánov el 40,3 %, con el resto (5,9 %) votando «contra todos».

### Segundo mandato
En julio de 1996, Yeltsin fue reelecto como presidente con el apoyo financiero de los influyentes oligarcas de los negocios que obtuvieron su riqueza por sus conexiones con la administración de Yeltsin. A pesar de obtener solo el 35 % de los votos en la primera ronda de votación en las elecciones de 1996, Yeltsin derrotó a su rival comunista Guennadi Ziugánov con el 54 % de los votos en la segunda vuelta. A finales de ese año, Yeltsin se sometió a una cirugía de emergencia de baipás cardíaco quíntuple y permaneció en el hospital durante meses.
Durante la presidencia de Yeltsin, Rusia recibió 40.000 millones de dólares en fondos del FMI y otros organismos internacionales de crédito. Sin embargo, sus opositores alegaron que la mayoría de estos fondos fueron robados por personas del círculo de Yeltsin y colocados en bancos extranjeros.
En 1998, surgió una crisis política y económica cuando el gobierno de Yeltsin no estaba pagando sus deudas, que provocó el pánico de los mercados financieros y el colapso del rublo en la crisis financiera de 1998.
Durante la guerra de Kosovo de 1999, Yeltsin se opuso firmemente a la campaña militar de la OTAN contra Yugoslavia y advirtió de una posible intervención rusa si la OTAN desplegaba tropas terrestres en Kosovo. En comentarios televisados declaró lo siguiente: «Le dije a la OTAN, a los estadounidenses, a los alemanes: no nos empujen hacia una acción militar. De lo contrario seguramente habrá una guerra europea y posiblemente mundial».

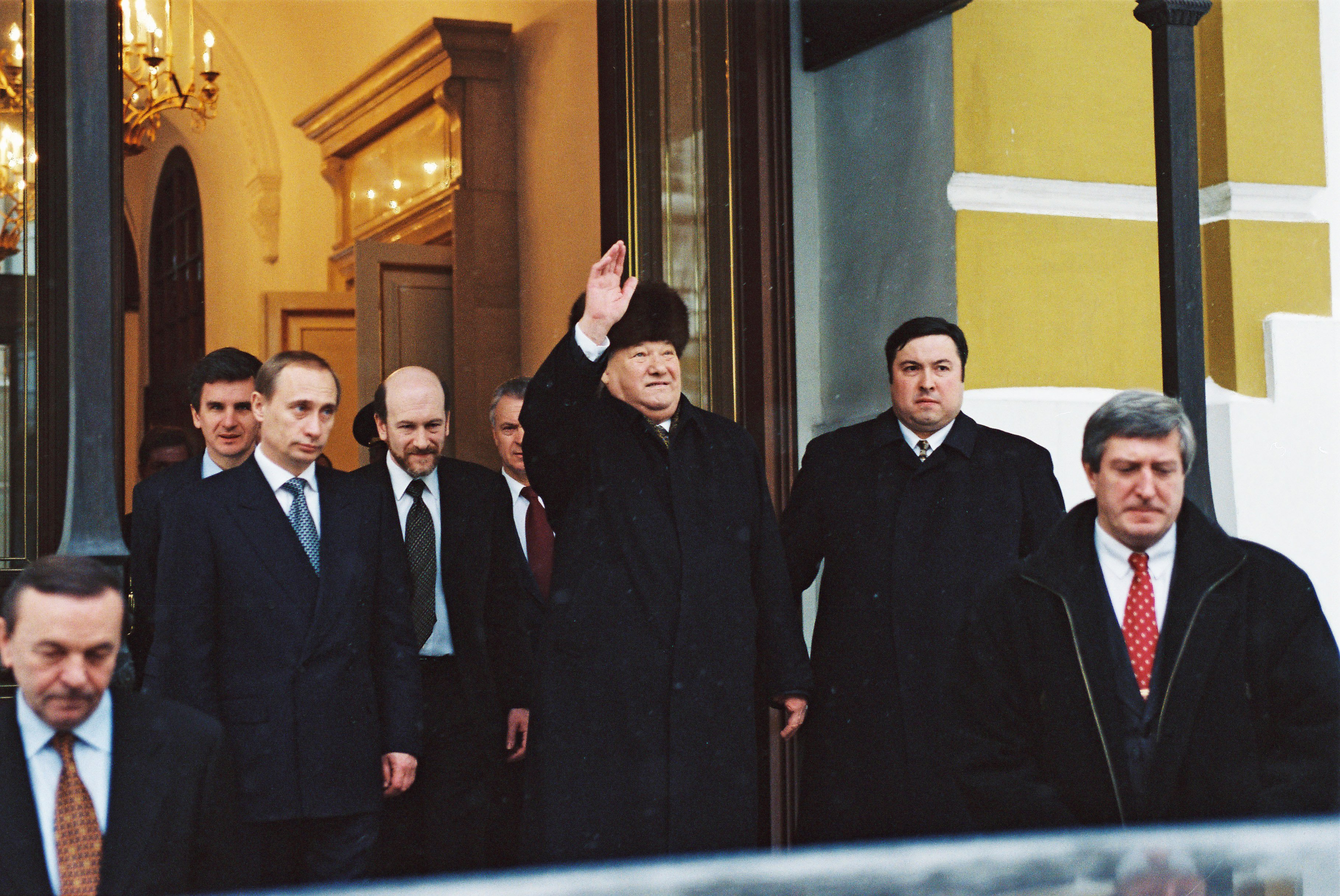
Yeltsin en el día de su renuncia, junto con Putin y Aleksandr Voloshin.

El 15 de mayo de 1999, Yeltsin sobrevivió a otro intento de juicio político, esta vez por la oposición democrática y comunista en la Duma Estatal. Fue acusado de varias actividades inconstitucionales, incluyendo la firma del Tratado de Belavezha, de disolver la Unión Soviética en diciembre de 1991, del golpe de Estado en octubre de 1993 y de iniciar la guerra en Chechenia en 1994. Ninguno de estos cargos recibió la mayoría de dos tercios de la Duma, que es lo requerido para iniciar el proceso de destitución del presidente.
El 9 de agosto de 1999, Yeltsin despidió a su primer ministro, Serguéi Stepashin, y por cuarta vez despidió a todo su gabinete. En el lugar de Stepashin designó a Vladímir Putin, que era relativamente desconocido en ese momento y anunció su deseo de que Putin fuera su sucesor.
A finales de 1999 Yeltsin y el presidente estadounidense Clinton entraron en abierto desacuerdo sobre la guerra en Chechenia. En la reunión de noviembre de la Organización para la Seguridad y la Cooperación en Europa, Clinton apuntó con su dedo a Yeltsin y le exigió poner fin a los bombardeos que provocaban numerosas víctimas civiles, pero Yeltsin abandonó inmediatamente la Conferencia.
En diciembre, durante su visita a China para buscar apoyo en Chechenia, Yeltsin respondió a las críticas de Clinton con un ultimátum a los ciudadanos de Grozny. Pronunció sin rodeos lo siguiente: «Ayer, Clinton se permitió ejercer presión sobre Rusia. Parece que por un minuto, un segundo, durante medio minuto, se ha olvidado de que Rusia tiene un arsenal de armas nucleares. Se ha olvidado de eso». Clinton desestimó los comentarios de Yeltsin afirmando: «No pensé que se hubiese olvidado de que los Estados Unidos eran una gran potencia cuando no estaba de acuerdo con lo que hice en Kosovo». Le correspondió a Vladímir Putin minimizar los comentarios de Yeltsin y garantizar las presentes relaciones entre los Estados Unidos y Rusia.

## Renuncia y posteridad

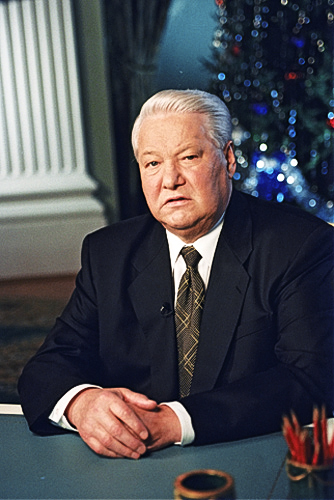
Yeltsin apareciendo en TV anunciando su renuncia el 31 de diciembre de 1999.

El 31 de diciembre de 1999, en un anuncio sorpresa emitido a las 12:00 de la medianoche en la televisión rusa y grabado en la mañana del mismo día, Yeltsin declaró su renuncia y la asunción del primer ministro Vladímir Putin como presidente, con las elecciones que tendrían lugar el 26 de marzo de 2000. Yeltsin pidió perdón por los errores que reconoció haber cometido durante su gobierno y dijo que Rusia necesitaba entrar en el nuevo siglo con nuevos líderes políticos. También dijo lo siguiente: «Quiero pedir perdón por sus sueños que nunca se cumplieron, y también me gustaría pedir perdón por no haber justificado sus esperanzas».

### Enfermedad y muerte
En muchos momentos de su carrera política, la mala salud de Yeltsin, motivada en parte por su alcoholismo, que dio pie a numerosos chismes y anécdotas (se decía, por ejemplo, que lo habían visto paseándose en ropa interior por Washington, completamente borracho), le causó graves problemas (especialmente los problemas de corazón, sufriendo varios ataques y pasando por un quíntuple baipás a mediados de 1996). Borís Nemtsov, colaborador de Yeltsin, manifestó que los medicamentos que tomaba eran incompatibles incluso con pequeñas cantidades de alcohol, con lo que le causaron graves efectos secundarios. Se comentó que el peculiar comportamiento de Yeltsin durante una visita a Estocolmo en 1997 (donde comparó la cara de Björn Borg con las albóndigas suecas, y luego, tras beber un trago de champán, estuvo a punto de caer redondo al suelo) tuvo que ver con ello. Esta mala salud fue la principal causante de que tras su dimisión, Yeltsin mantuviera un perfil bajo, apareciendo raras veces en público (una de ellas en la masacre de la escuela de Beslán). En septiembre de 2005, Yeltsin fue operado tras fracturarse un fémur en una caída en Cerdeña.
Yeltsin falleció de un fallo congestivo múltiple en el corazón en Moscú el 23 de abril de 2007. Fue enterrado dos días después en el Cementerio Novodévichi en una multitudinaria ceremonia religiosa (el primer jefe de Estado ruso en ser enterrado así desde Alejandro III).

### Tras la muerte
El presidente ruso Vladímir Putin declaró el día de su entierro día de luto oficial. Afirmó que gracias a él, Rusia se había convertido en un país libre, abierto y pacífico en el que se respetaban los derechos humanos, y elogió su, según él, calidez humana y valentía. El expresidente de la extinta Unión Soviética, Mijaíl Gorbachov, se mostró más comedido, afirmando que había hecho muchas cosas buenas, pero que también había cometido graves errores. 
Borís Yeltsin tiene una estatua dedicada a él en Ekaterimburgo así como el Centro Yeltsin que cuenta con un museo dedicado a su vida.

### En la cultura popular
En el episodio 10 de la octava temporada de la serie animada Los Simpson titulado The Springfield Files, en la escena del bar de Moe, Homer realiza la prueba del alcoholímetro donde alcanza el máximo nivel de alcohol, el cual es representado con el nombre del primer presidente de la Federación de Rusia "Borís Yeltsin", haciendo referencia a los graves problemas de alcoholismo que este sufría, y desgraciadamente fue famoso por sus desfiguros en estado de ebriedad.
Yeltsin fue interpretado en el episodio 6 de la serie de Netflix, The Crown, que trata acerca de la Familia Real Británica haciendo un cameo especial cuando ejercía el cargo de Presidente de Rusia.

## Ideología
Durante el último período soviético, la visión ideológica del mundo de Yeltsin comenzó a cambiar. Colton argumentó que el populismo y "un rusismo no étnico" habían comenzado a entrar en el pensamiento de Yeltsin mientras era Primer Secretario de Sverdlovsk. A fines de la década de 1980, Yeltsin le dijo al diario ateniense Kathimerini que "me considero un socialdemócrata", y agregó: "Aquellos que todavía creen en el comunismo se mueven en la esfera de la fantasía".
Vinculando a Yeltsin con el "nacionalismo ruso liberal", Alfred B. Evans describió a Yeltsin como "habiendo ejercido una influencia crucial en el desarrollo del nacionalismo ruso". Yeltsin ayudó a canalizar las aspiraciones del nacionalismo ruso de manera que no condujera a enfrentamientos con los nacionalismos de otros grupos nacionales dentro de la Unión Soviética. Como jefe de la RSFS de Rusia, hizo hincapié en los intereses específicos de la república rusa dentro de la Unión Soviética en general. Evans comparó el alejamiento de Yeltsin de la "construcción del imperio" de la Unión Soviética con las ideas del escritor y disidente Aleksandr Solzhenitsyn, que había pedido en la década de 1980 que Rusia se liberara de la Unión Soviética. Sin embargo, Evans pensó que Yeltsin todavía parecía creer en 1990 que los ucranianos y bielorrusos, como otras nacionalidades eslavas orientales, querrían permanecer unidos políticamente con Rusia en forma federal. Para 1991, era obvio que esto no ocurriría ya que la población ucraniana estaba a favor de la independencia total. En el transcurso de su presidencia, hizo cada vez más concesiones al nacionalismo étnico ruso de derecha al expresar una creciente preocupación por el destino de los rusos étnicos en los países vecinos.

## Valoración

### Actitud hacia Yeltsin en Rusia

#### Opinión pública
Según la Public Opinion Foundation, el 41 % de los residentes rusos valora negativamente el papel histórico de Yeltsin, el 40 % positivamente (en 2000, inmediatamente después de su dimisión, esta proporción era del 67 % frente al 18 %).
Según el Centro Levada, el 67% en 2000 y el 70% en 2006 valoraron negativamente los resultados de su mandato, positivamente el 15% y el 13%, respectivamente.

#### Opiniones de la dirigencia del país tras la renuncia de Yeltsin
En 2006, el presidente ruso Vladímir Putin dijo: “Puedes evaluar las actividades del primer presidente como quieras. Pero, por supuesto, fue precisamente en el momento en que Borís Nikoláievich Yeltsin dirigió Rusia que la gente de nuestro país, los ciudadanos de Rusia, recibieron lo principal por lo que se llevaron a cabo todas estas transformaciones: la libertad. Este es un gran mérito histórico de Borís Nikoláievich... Cómo cada uno de nosotros, incluyéndome a mí, habría actuado en esas condiciones", y en 2011 señaló que: “Yeltsin creía en los ideales que defendía... Personas muy diferentes se han reunido hoy en esta sala, pero todos creemos en Rusia, nos esforzamos por construir un país moderno y seguro de sí mismo, con el que soñó Borís Nikoláievich Yeltsin”.
En 2011, el presidente ruso Dmitri Medvédev señaló: “Un lector atento e imparcial no puede dejar de apreciar el gran avance que se logró en los años 90... La Rusia moderna debería estar agradecida con Borís Yeltsin por las transformaciones que llevó a cabo”.
En 2011, el jefe de la administración presidencial, Serguéi Narishkin dijo: “A lo largo de los años, la importancia y el poder de Borís Nikoláievich como líder político solo se han vuelto más claros. La nueva Rusia heredó un legado difícil. Era necesario no solo superar los problemas más difíciles, sino también crear un estado ruso. El papel del primer presidente fue clave: asumió todo el peso de la responsabilidad. Estamos en gran parte en deuda con el primer presidente de Rusia por nuestros logros actuales”.
En 2011, Mijaíl Shvidkói, enviado presidencial especial para la cooperación cultural internacional, dijo: “La importancia de Borís Nikoláievich no se puede subestimar, la década de 1990 predeterminó la década de 2000, Borís Nikoláievich estaba a la altura de ese gran país llamado Rusia".

#### Opiniones de politólogos
En 2010, el Decano de la Facultad de Ciencias Políticas Aplicadas de la Escuela Superior de Economía Mark Urnov declaró: “Bajo Yeltsin, se desarrolló la competencia política y económica en el país, se formó una prensa libre y una sociedad civil. La gente dejó de tener miedo a las autoridades, aprendió a decir lo que piensa en sus ojos. Por supuesto, la transición del totalitarismo a la democracia no podía pasar sin dificultades y errores. Culpar a Yeltsin por el colapso de la Unión Soviética es una estupidez: las élites de todas las repúblicas de la unión, que soñaron durante mucho tiempo con la independencia de Moscú, estaban interesadas en este colapso. Los Acuerdos de Belavezha pueden haberse concluido demasiado rápido, pero el colapso de la URSS era inevitable. El desfile de soberanías, los hombres libres del gobernador: todo esto también sucedió, pero esto no es culpa de Yeltsin... Para cuando Yeltsin llegó al poder, la economía estaba muriendo. El déficit de todo iba creciendo, las reservas de divisas tendían a cero, y el petróleo costaba 8-12 dólares el barril. Sin medidas drásticas, el país no podría salvarse del hambre... Gracias a la privatización, a fines de los años 90, aparecieron en el país empresas de clase mundial. En los años 90, no teníamos una corrupción tan monstruosa... Yeltsin era completamente no vengativo, no sanguinario. Los opositores, que tomaron las armas en 1993, fueron encarcelados por un tiempo y luego liberados... Por supuesto, el gobierno de Yeltsin pasará a la historia del país con un signo más".